# Фаланстер (магазин)
«Фала́нстер» — гуманитарный книжный магазин в Москве. Открыт в сентябре 2002 года.

## Специализация магазина
Магазин специализируется прежде всего на литературе по классической, восточной и современной философии, истории, социологии, религии и богословию, языкознанию и литературоведению, культурологии и искусствоведению. Существует также отдел современной художественной литературы, а также детской. Среди книг, предлагаемых в магазине, большое место занимает литература радикального левого толка, за что «Фаланстер» не раз удостаивался в СМИ таких эпитетов, как «новый дом политической книги», «антиглобалистский магазин» и так далее.
Кроме того, на территории магазина организуются встречи с писателями, философами и политиками, а также творческие встречи с поэтами и музыкантами. В частности, в магазине проходили концерты Виса Виталиса и группы «Барто», встречи с участием политика Эдуарда Лимонова, поэта и драматурга Наума Коржавина, политика и писателя Захара Прилепина, социолога и левого публициста Бориса Кагарлицкого, поэта Всеволода Емелина, экономиста Александра Бузгалина, немецкого писателя Инго Шульце, деятельницы антиглобалистского движения Сьюзан Джордж и других. В магазине часто проводятся презентации актуальной литературы, семинары на художественную, культурологическую и общественно-политическую тематику.

## Краткая история и структура
Книжный магазин «Фаланстер» был открыт в сентябре 2002 года. Название магазина и его слоган («Обмен денег на книги») предложено писателем Алексеем Цветковым. Первоначально магазин располагался в Большом Козихинском переулке. После поджога летом 2005 года магазин переехал в Малый Гнездниковский переулок. С 2020 года магазин располагается в доме на углу  Малого Гнездниковсковского переулка и Тверской улицы. Магазин является кооперативом, все его сотрудники считаются равными, позиции директора не существует. Однако Борис Куприянов часто фигурирует в средствах массовой информации как директор магазина.
Осенью 2008 года открылся ещё один торговый зал «Фаланстера» в Центре современного искусства «Винзавод» в Четвертом Сыромятническом переулке. Борис Куприянов в прошлом также являлся организатором магазина в Центре современной культуры «Гараж». Кроме того, влияние московского магазина ощущается и в других российских городах. Магазины интеллектуальной литературы, часто сравниваемые как создателями, так и средствами массовой информации с московским «Фаланстером», возникли в Перми и Петербурге. В марте 2011 года коллектив «Фаланстера» участвовал в создании нового магазина под названием «Циолковский», который располагается в Пятницком переулке в Москве.
Петербургский магазин «Все свободны» (ул. Некрасова, 23) является практически копией «Фаланстера» и пользуется неизменной поддержкой Бориса Куприянова, иногда «Все свободны» называют «Фаланстером в Питере».